# Nubeoscincus glacialis
Nubeoscincus glacialis — вид сцинкоподібних ящірок родини сцинкових (Scincidae). Ендемік Індонезії.

## Поширення і екологія
Nubeoscincus glacialis мешкають у високогірних районах гір Судірман на заході центральної Нової Гвінеї. Голотип був знайдений в районі озера Ванагонг, розташованого у 9 км на північ від міста Тембагапура, на висоті 3920 м над рівнем моря. Nubeoscincus glacialis живуть на високогірних мозаїчних луках, основу яких складають Deschampsia klossii, серед купин трави і ґрунту, на висоті від 3510 до 4050 м над рівнем моря. Розмноження відбувається від час сезону дощів з грудня по квітень.